# 芬蘭廣播公司第一衛星電台
芬蘭廣播公司第一衛星電台（芬蘭語：Yle Sat 1或YLESAT1）是芬蘭廣播公司一條衛星電台頻道，主要轉播芬蘭廣播公司講話電台的節目。這條頻道現時透過「Thor 5」衛星向整個歐洲廣播，而在2012年上旬之前其覆蓋範圍曾經遠至澳洲、北美洲和亞洲。